# Флаг Ужурского района
Флаг муниципального образования Ужурский район Красноярского края Российской Федерации — опознавательно-правовой знак, служащий официальным символом муниципального образования.
Флаг утверждён 20 апреля 2011 года решением Ужурского районного Совета депутатов № 14-112р и 19 мая 2011 года внесён в Государственный геральдический регистр Российской Федерации с присвоением регистрационного номера 6881.

## Описание
«Прямоугольное полотнище с отношением ширины к длине 2:3, воспроизводящее композицию герба Ужурского района в малиновом, белом и жёлтом цветах».
Геральдическое описание герба гласит: «В серебряном поле — опрокинутое и вписанное пурпурное остриё, поверх которого положенный в оконечности пояс переменных цветов; остриё обременено золотым, стоящим с запрокинутой головой и воздетыми крыльями, журавлём, лапы которого в серебряной части пояса».

## Обоснование символики
Флаг разработан на основе герба, который языком символов и аллегорий отражает природные, исторические и культурные особенности Ужурского района.
Символика фигур флага многозначна:
— Ужурский район, расположенный на юго-западе Красноярского края, славится своей уникальной природой. Здесь расположены государственные заказники «Солгонский кряж» и «Берёзовая дубрава», в которых сохраняются редкие виды птиц и животных — серый журавль, журавль-красавка, сапсан, лось и другие. На флаге поющий журавль — образ природного богатства района. Белый цвет (серебро) — символ чистоты, совершенства, мира и взаимопонимания, дополняет символику флага, указывая на водные ресурсы края. На территории района расположены родники Белый брод и Второй родник, являющиеся памятниками природы, а также много целебных озёр имеющих важное рекреационное значение.
— Журавль, как символ мудрости, долголетия и бдительности, аллегорически показывает преемственность культур, сменявших на протяжении многих веков друг друга. Территория современного района была освоена человеком несколько тысячелетий назад, здесь обнаружен целый ряд археологических памятников скифской, гунно-сарматской культур. В районе был найден знаменитый Косогольский клад бронзовых вещей скифской эпохи, самыми интересными деталями которого были фигурки птиц. Район славен и рядом других памятников — отсюда берёт начало изучение Андроновской культуры, названной по деревне Андроново Ужурского района.
Птицы — символ полёта, возвышенности, устремлённости вперёд, всегда были одним из почитаемых образов в различных культурах. Малиновый цвет (пурпур) — символ древности, благородства, власти, достоинства.
Жёлтый цвет (золото) — символ богатства, стабильности, уважения, интеллекта, жизненной силы.
Деление флага — аллегория транспортных магистралей ставших основой успешного экономического развития района. Через территорию района проходят железная дорога Ачинск—Абакан, а также две автодороги. Одним из крупнейших предприятий центра района — города Ужура является локомотивное депо.

## См. также

Флаги муниципальных образований Ужурского района
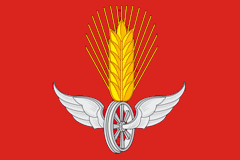
город Ужур
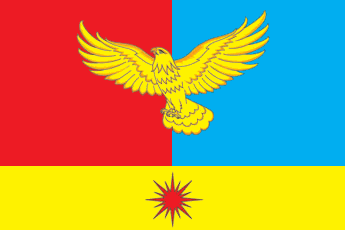
Васильевский сельсовет
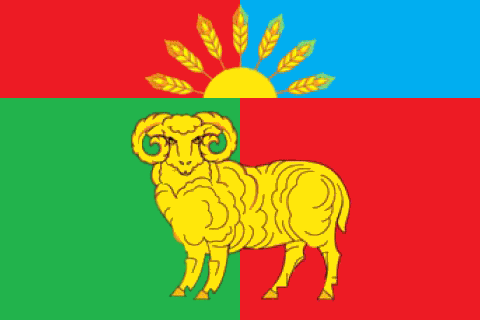
Златоруновский сельсовет
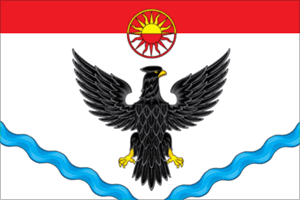
Ильинский сельсовет
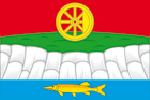
Крутоярский сельсовет
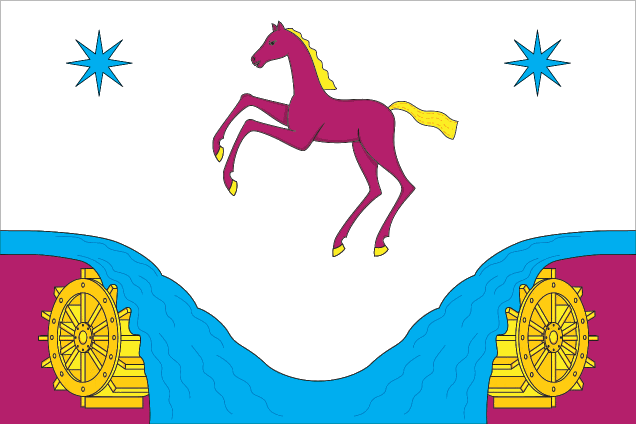
Кулунский сельсовет
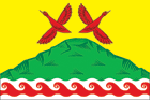
Локшинский сельсовет
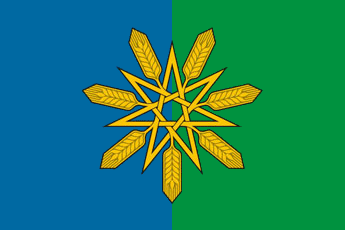
Малоимышский сельсовет
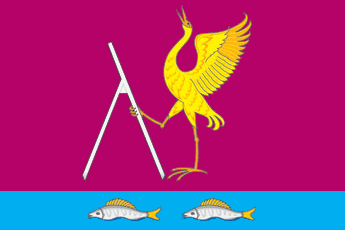
Михайловский сельсовет
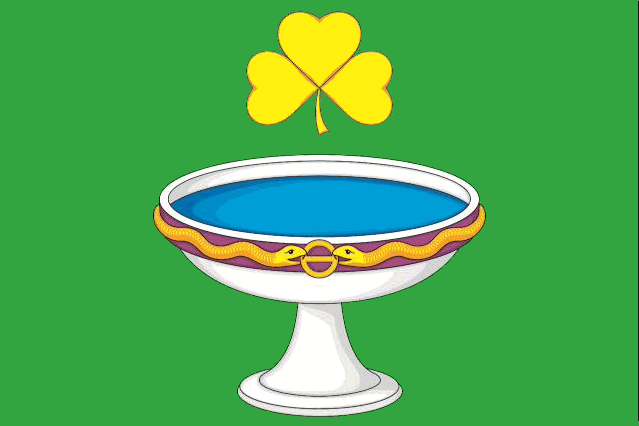
Озероучумский сельсовет
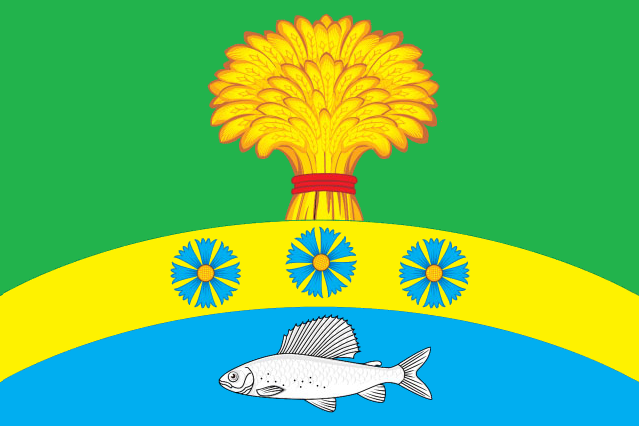
Прилужский сельсовет
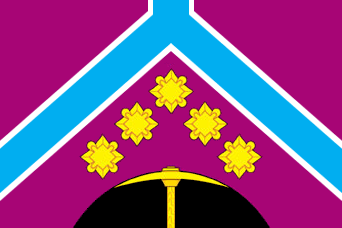
Приреченский сельсовет
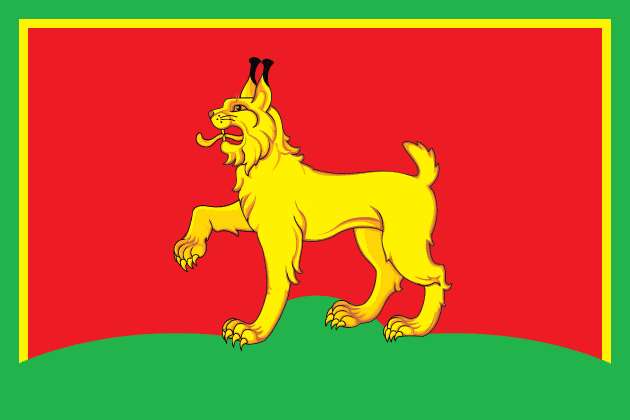
Солгонский сельсовет